# Langspitz
Langspitz är en bergstopp i Liechtenstein. Den ligger i den södra delen av landet, 7 km söder om huvudstaden Vaduz. Toppen på Langspitz är 2 006 meter över havet, eller 53 meter över den omgivande terrängen. Bredden vid basen är 0,09 km. Langspitz ingår i Rhätikon.